# Marine Tondelier
Marine Tondelier, née le 23 août 1986 à Bois-Bernard, est une femme politique française.
Ayant grandi à Hénin-Beaumont, elle se fait connaître en se présentant plusieurs fois contre Marine Le Pen aux élections législatives dans la 11e circonscription du Pas-de-Calais. Elle est également élue d'opposition au conseil municipal d'Hénin-Beaumont, dirigé par le Rassemblement national (ex-Front national, devenu RN en 2018) depuis mars 2014. Elle est l'auteure, en 2017, de Nouvelles du Front, livre dénonçant la gestion de cette ville par l'équipe de Steeve Briois.
Engagée chez Europe Écologie Les Verts (EÉLV), proche de Cécile Duflot, elle devient la secrétaire nationale du parti le 10 décembre 2022. Sur sa proposition, le mouvement est renommé Les Écologistes en octobre 2023. Elle gagne une grande exposition médiatique lors de la campagne des élections législatives de 2024, en apparaissant comme l'une des organisatrices de l'union de la gauche au sein du Nouveau Front populaire, qui arrive finalement en tête du second tour.
En 2025, elle est réélue à la tête des Écologistes avec près de 73 % des voix.

## Biographie

### Jeunesse et formation
Marine Tondelier naît le 23 août 1986 à Bois-Bernard,. Elle a grandi à Hénin-Beaumont, sixième commune du Pas-de-Calais, par la population. Son père est médecin et homéopathe et sa mère dentiste,,. Elle y a été élevée et y habite toujours. Ses grands-parents étaient pharmaciens à Hénin-Liétard et agriculteurs à Beaumont-en-Artois, avant la fusion des deux communes pour former la commune d'Hénin-Beaumont en 1971.
Après une classe préparatoire littéraire, elle est diplômée de l'Institut d'études politiques de Lille (2009, voie carrières publiques) et titulaire d’un master en gestion des établissements de santé,,. Elle effectue des stages à l’ambassade de France en Suède, à l’Inspection générale des affaires sociales et à la direction de l'écologie hospitalière de l'Assistance publique - Hôpitaux de Paris.

### Parcours professionnel
De 2017 à 2022, Marine Tondelier est déléguée générale de la Fédération Atmo France, la fédération nationale des associations agréées de surveillance de la qualité de l'air (AASQA). Atmo France poursuit un objectif d'intérêt général : l'amélioration de la qualité de l'air par une surveillance performante au service de l'action et de l'évaluation des politiques visant à l'améliorer.

### Parcours politique

#### Candidatures électorales
Marine Tondelier débute en politique en adhérant à Europe Écologie Les Verts (EÉLV) en 2009, peu avant les élections municipales partielles à Hénin-Beaumont déclenchées par la révocation du maire divers gauche Gérard Dalongeville, poursuivi pour détournement de fonds publics, corruption, faux en écriture privée et usage de faux, favoritisme et recel de favoritisme,,. Elle est présente sur la liste d’EÉLV, conduite par Régine Calzia, qui réalise 8,72 % des voix au premier tour. Arrivée en tête au premier tour, la liste du candidat FN, Steeve Briois, soutenue directement par Marine Le Pen, est battue au second par celle du candidat divers gauche Daniel Duquenne.
Marine Tondelier est candidate EÉLV en juin 2012 dans la onzième circonscription du Pas-de-Calais (Hénin-Beaumont), choisie depuis 2007 par Marine Le Pen pour tenter d’être élue à l’Assemblée nationale, et où Jean-Luc Mélenchon décide d’aller se présenter dès le lendemain du second tour de l’élection présidentielle. Le 2 juin 2012, après sa participation au débat télévisé organisé par France 3 Nord-Pas-de-Calais avec tous les candidats de la onzième circonscription, Marine Tondelier dénonce l’exploitation par les deux leaders nationaux de la situation d’Hénin-Beaumont : « Je ne suis pas sûre que ce soit ça qui sortira la circonscription de sa situation. Le bassin minier, il est fatigué, il est fâché et il devient furieux,. » Elle obtient 1,63 % des voix au premier tour de l’élection, remportée au second tour par le socialiste Philippe Kemel face à Marine Le Pen.
Candidate avec Thierry Deneuville dans le canton d'Hénin-Beaumont-1 aux élections départementales de 2015, son binôme obtient 6,50 % des voix au premier tour. À 29 ans, Marine Tondelier est choisie pour conduire dans le Pas-de-Calais la liste d’alliance entre le Parti de gauche et EÉLV pour les élections régionales de 2015 en Nord-Pas-de-Calais-Picardie (région rebaptisée Hauts-de-France en 2016), qui réalise 4,83 % des voix au premier tour. Investie par EÉLV dans la onzième circonscription du Pas-de-Calais pour les législatives de 2017, elle obtient 3,55 % des voix au premier tour.
Lors des élections européennes de 2019, Marine Tondelier est candidate en 74e position sur la liste d’Europe Écologie Les Verts, conduite par Yannick Jadot, qui obtient 13,48 % au niveau national et 13 députés au sein du Parlement européen.
Candidate aux élections législatives de 2022, à nouveau dans la onzième circonscription du Pas-de-Calais, soutenue par les autres parties de la NUPES, elle obtient 39 % des voix au second tour face à Marine Le Pen.

#### Parcours au sein d'Europe Écologie Les Verts
Marine Tondelier intègre le conseil fédéral d’Europe Écologie Les Verts au congrès de La Rochelle en 2011, avant de siéger à la direction du parti (bureau exécutif) en octobre 2013, où elle est depuis déléguée à la communication interne et externe et aux outils numériques et responsable des Journées d'été du parti. Par ailleurs, Marine Tondelier a été la collaboratrice parlementaire de la sénatrice EÉLV Aline Archimbaud de 2011 à 2015, pour laquelle elle suivait notamment les questions de politiques sanitaires et sociales, puis celle de Cécile Duflot, députée et ancienne ministre du Logement, de 2015 à 2017,.

#### Conseillère municipale d'Hénin-Beaumont
Marine Tondelier figure en deuxième position aux élections municipales de 2014 à Hénin-Beaumont, derrière le maire sortant Eugène Binaisse, de la liste d'union soutenue par le PS, EÉLV, le PRG et le PCF-Front de gauche. La liste obtient 32,04 % des suffrages exprimés ; celle du FN l'emporte dès le premier tour (50,25 %) et Steeve Briois est élu maire d'Hénin-Beaumont le 30 mars 2014.
Conseillère municipale d'Hénin-Beaumont et élue à la communauté d'agglomération Hénin-Carvin, Marine Tondelier est élue le 23 septembre suivant contre Steeve Briois à la présidence du conseil de surveillance du centre hospitalier d'Hénin-Beaumont,.
Au conseil municipal d'Hénin-Beaumont, Marine Tondelier dénonce dès son élection l'accent mis par le maire Steeve Briois sur les mesures selon elle superficielles (rénovation des trottoirs) au détriment d'action sur le fond. Elle souligne que la municipalité profite de l'assainissement des comptes opéré par le maire précédent, après les dérives de l'ère Dalongeville. Elle s'élève contre certaines mesures ciblant les étrangers, telle la charte « Ma commune sans migrants », adoptée à la va-vite lors d'un conseil municipal le 7 octobre 2016, et alors qu'aucun projet d'accueil ne concernait la ville.
Elle s'élève également contre les pressions sur diverses associations, notamment la Ligue des droits de l'homme, expulsée d'un local prêté par la mairie et dont la subvention qui lui était versée est supprimée,. Elle s'est également opposée à la mairie qui voulait abattre une quarantaine de tilleuls centenaires.
Marine Tondelier et les autres élus d'opposition sont régulièrement insultés lors des réunions du conseil municipal ou de manifestations publiques.
Candidate aux élections municipales de 2020 à Hénin-Beaumont en tant que tête de liste, sa liste obtient 18,22 % tandis que la liste du maire sortant obtient 74,21 % des voix. Elle est réélue conseillère municipale.

##### Nouvelles du Front
Le 1er mars 2017, Marine Tondelier sort un livre intitulé Nouvelles du Front, sous-titré La vie sous le Front national, une élue de l'opposition raconte. Le livre est un recueil de témoignages d'employés municipaux, de syndicalistes, de militants associatifs, de journalistes et de simples citoyens. Si l’auteure ne cache pas que la municipalité a obtenu certains résultats, après les dérives de la mandature de Gérard Dalongeville (maire de 2001 à 2009), qui avait ruiné la ville, elle explique aussi le climat étouffant instauré par l’équipe municipale FN, tant envers les employés municipaux qu’envers les associations dépendant des subventions de la mairie. Elle présente son livre comme une occasion donnée à ces « sans-voix » pour révéler l’envers du décor. Premier du genre depuis l'élection de municipalités FN en 2014, le livre bénéficie d'un écho médiatique national.
Poursuivie en diffamation par Steeve Briois et Bruno Bilde, elle est relaxée par le tribunal correctionnel de Paris. Le tribunal correctionnel estime que les propos de Marine Tondelier étaient bien diffamatoires mais que l'élue ainsi que son éditeur devaient être relaxés « au bénéfice de la bonne foi ».

#### Conseillère régionale des Hauts-de-France
Marine Tondelier figure en deuxième position sur la liste d'union de la gauche aux élections régionales de 2021 dans les Hauts-de-France pour le Pas-de-Calais. La liste obtient 19,78 % des voix dans ce département, et Marine Tondelier devient alors conseillère régionale.
Elle est directrice de campagne d’Éric Piolle lors des primaires écologistes de 2021. Elle est ensuite choisie par Yannick Jadot pour être porte-parole de sa campagne pour l'élection présidentielle de 2022.

#### Secrétaire nationale d'Europe Écologie Les Verts
Membre de la direction sortante et soutien de la motion conduite par le secrétaire national sortant Julien Bayou, elle est candidate à la direction du parti lors du congrès d'EÉLV de 2022. Tête de liste de la motion majoritaire, « la Suite » (pour la suite du travail mené par la direction précédente), qui arrive en tête au premier tour avec 46,97 % des voix, Marine Tondelier est élue secrétaire nationale à la tête du bureau exécutif du parti lors du congrès du 10 décembre 2022 avec 90,8 % des suffrages et succède ainsi à Julien Bayou qu'elle remercie pour son soutien.
Dans une interview accordée à France Inter deux jours après son élection, elle exclut définitivement une liste commune avec LFI, qu’elle qualifie de « forceurs », aux élections européennes de 2024. Elle fait également part de sa volonté de bâtir un parti « opérationnel, bienveillant et efficace ». Marine Tondelier nomme Augustin Augier, membre du MoDem et fils de Marielle de Sarnez, au poste de délégué général d'EELV,. Elle lance ensuite, lors d'un discours dans la foulée de son élection : « L'objectif, c'est un million de sympathisantes et de sympathisants avant la fin du mandat ».
En janvier 2023, après la présentation par Élisabeth Borne du projet de réforme des retraites, Marine Tondelier qualifie l'Assemblée nationale de « zone à défendre démocratique », suscitant des réactions dans la vie politique.
Au moment des législatives de 2024, elle participe avec Olivier Faure, Fabien Roussel et Manuel Bompard à la création du Nouveau Front populaire. Elle représente le NFP lors de l'émission politique d'entre-deux-tours, le mercredi 3 juillet, sur la chaîne privée BFM TV. Il s'agit de trois interviews successives d’une heure, et non d'un débat comme habituellement,. Le candidat RN, Jordan Bardella, est en effet accusé d'avoir refusé ce format, estimant qu'il devait débattre avec Jean-Luc Mélenchon, ce que déplore la principale intéressée,,. La prestation de Marine Tondelier durant la campagne est remarquée par la presse,, et lui vaut un début de notoriété internationale, étant interviewée par The Guardian.
En février 2025, à deux mois du congrès des Écologistes prévu en avril et après le non-lieu concernant Julien Bayou, Marine Tondelier est critiquée en interne, où son opposition lui reproche un manque d'équité et de pluralisme dans les modalités de participation au congrès, avec une difficulté à réunir les signatures permettant de présenter une candidature. Dans son propre camp, Éric Piolle lui reproche même de faire en sorte d'écarter ceux qui pourraient apporter des nuances. Il est répondu aux critiques que, notamment, les nouvelles règles ont été validées par 74 % des votants,.
Elle est réélue à la tête des Écologistes le 19 avril 2025.

### Notoriété
En 2024, elle apparaît dans la liste 100 Next, extension de la liste Time 100 du magazine Time, pour son engagement pour la démocratie et son rôle fédérateur dans la création du Nouveau Front populaire (NFP),.

### Vie personnelle
Marine Tondelier est pacsée avec son partenaire, qu'elle a rencontré dans le cadre de ses activités militantes chez Les Verts. Elle est végétarienne depuis 2009,.
Marine Tondelier est de confession catholique. Elle pratique le trail au niveau amateur.

## Prises de position
Au niveau international, Marine Tondelier a pris position pour le soutien aux assiégés d’Alep lors de la guerre civile syrienne, par le biais d’une collecte de fonds et par un déplacement à la frontière turque, en compagnie notamment de Cécile Duflot en décembre 2016. En 2022, elle manifeste avec d'autres élus écologistes devant le stand du Parti communiste chinois à la Fête de l'Humanité en protestation contre la persécution des Ouïghours par le régime chinois et l'internement d'au moins un million d'entre eux.
En France, elle fait le lien entre justice sociale et écologie, défendant notamment les services publics. Elle s'oppose aux personnes riches qui souhaitent échapper à l'impôt et polluent par leur mode de vie. Elle déclare également soutenir les actions de désobéissance civile des jeunes militants écologistes. Elle est végétarienne et, résolument opposée au lobby des chasseurs soutenu selon elle par le gouvernement, elle réclame l'interdiction de la chasse le dimanche pour « partager l'accès à la nature » et éviter les accidents de chasse.
Chez les écologistes, elle défend une ligne se déclarant radicale, en lien avec les classes populaires et avec les zones rurales, dans une volonté de rassemblement et de défense de la justice sociale et environnementale. Quelques jours après son élection à la tête du parti, elle ferme la porte à une liste d'union avec la France insoumise pour les élections européennes de 2024.
Le 14 mai 2023, à la suite de la démission de Yannick Morez, maire de Saint-Brevin-les-Pins, en raison de menaces et l’incendie de sa maison parce qu'il voulait installer un centre de demandeurs d’asile, elle attaque la chaîne d'information CNews et le magazine Valeurs actuelles ainsi que l'Autorité de régulation de la communication audiovisuelle et numérique (Arcom) qu’elle n’estime pas assez combative contre les idées d'extrême droite. Elle soutient que CNews organise toute la journée des débats entre personnalités d'extrême droite et de droite extrême sans aucune pluralité. Elle ajoute que Valeurs actuelles véhicule « des idées nauséabondes » et fait un parallèle entre le contenu éditorial de ces deux médias, dont elle demande que soit mis fin à leur financement public, et les manifestations de groupes néofascistes observées à Paris quelques jours auparavant.
Le 18 novembre 2024, dans le cadre de l’élection de Donald Trump dans laquelle est impliqué Elon Musk et la diffusion de fausses informations, Marine Tondelier affirme que X (Twitter) « est une souffrance en tant que politique, en tant que femme, parce que c'est très violent tout le temps. J'ai l'impression que c'est devenu un catalyseur de haine », et elle demande de réguler ou fermer le réseau social en France. Le 12 janvier 2025, elle appelle la gauche à quitter le réseau social. Cependant, une semaine plus tard, elle déclare vouloir rester sur la plateforme, prenant acte qu'une « très large majorité de parlementaires » est restée sur X et estimant qu'il faut continuer à défendre l'écologie sur « des terrains hostiles ».

## Synthèse des résultats électoraux

### Élections au secrétariat national du parti
| Année | Parti | Parti | 1er tour | 1er tour | 2d tour | 2d tour | Issue |
| Année | Parti | Parti | %        | Rang     | %       | Rang    | Issue |
| ----- | ----- | ----- | -------- | -------- | ------- | ------- | ----- |
| 2022  |       | EÉLV  | 46,97    | 1re      | 90,80   | 1re     | Élue  |
| 2025  |       | LÉ    | 72,64    | 1re      |         |         | Élue  |

### Élections législatives
| Année | Parti | Parti | Nuance | Nuance | Circonscription      | 1er tour | 1er tour | 1er tour | 2d tour | 2d tour | 2d tour | Issue  |
| Année | Parti | Parti | Nuance | Nuance | Circonscription      | Voix     | %        | Rang     | Voix    | %       | Rang    | Issue  |
| ----- | ----- | ----- | ------ | ------ | -------------------- | -------- | -------- | -------- | ------- | ------- | ------- | ------ |
| 2012  |       | EÉLV  |        | VEC    | 11e du Pas-de-Calais | 849      | 1,63     | 5e       |         |         |         | Battue |
| 2017  |       | EÉLV  | EÉLV   | 1 542  | 11e du Pas-de-Calais | 3,55     | 7e       | Battue   |         |         |         |        |
| 2022  |       | EÉLV  | NUPES  | 9 213  | 11e du Pas-de-Calais | 23,43    | 2e       | 14 238   | 38,97   | 2e      | Battue  |        |

### Élections départementales
| Année | Parti | Parti | Nuance | Nuance | Binôme                    | Canton           | 1er tour | 1er tour | Issue  |
| Année | Parti | Parti | Nuance | Nuance | Binôme                    | Canton           | %        | Rang     | Issue  |
| ----- | ----- | ----- | ------ | ------ | ------------------------- | ---------------- | -------- | -------- | ------ |
| 2015  |       | EÉLV  |        | BC-VEC | Thierry Deneuville (EÉLV) | Hénin-Beaumont-1 | 6,50     | 5e       | Battue |

### Élections municipales
Les résultats ci-dessous concernent uniquement les élections où elle est tête de liste.
| Année | Liste | Liste           | Commune        | 1er tour | 1er tour | Sièges obtenus | Sièges obtenus |
| Année | Liste | Liste           | Commune        | %        | Rang     | CM             | CAHC           |
| ----- | ----- | --------------- | -------------- | -------- | -------- | -------------- | -------------- |
| 2020  |       | EÉLV-PS-PCF-LFI | Hénin-Beaumont | 18,22    | 2e       | 3 / 35         | 1 / 12         |

### Élections régionales
Les résultats ci-dessous concernent uniquement les élections où elle est tête de liste.
| Année | Liste | Liste      | Région          | Département   | 1er tour | 1er tour | Sièges obtenus |
| Année | Liste | Liste      | Région          | Département   | %        | Rang     | Sièges obtenus |
| ----- | ----- | ---------- | --------------- | ------------- | -------- | -------- | -------------- |
| 2015  |       | EÉLV-PG-ND | Hauts-de-France | Pas-de-Calais | 4,42     | 5e       | 0 / 170        |

## Publication
- Nouvelles du Front : la vie sous le Front national, une élue de l'opposition raconte, Paris, Les liens qui libèrent, 1er mars 2017, 213 p. (ISBN 979-10-209-0475-1)

### Presse
- Sandrine Cassini, « Les délicates missions de Marine Tondelier, nouvelle patronne d’EÉLV », sur Le Monde, 4 décembre 2022.